# 阿倍虫麻呂
阿倍 虫麻呂（あべ の むしまろ）は、奈良時代の貴族・歌人。氏は安倍とも記される。官位は従四位下・中務大輔。

## 経歴
天平9年（737年）に正七位上から五階の昇叙を受け、外位ながら従五位下に叙せられ、皇后宮亮に任ぜられる。同年12月に長く病んでいた皇太夫人・藤原宮子が玄昉の看病により回復して、久しぶりに聖武天皇と相見えたことから、中宮職の諸官人が昇叙され、虫麻呂も内位の従五位下への叙位を受けている。天平10年（738年）中務少輔に遷る。
天平12年（740年）藤原広嗣の乱が発生したため、9月上旬に衛門督・佐伯常人と共に勅使として九州へ派遣される。9月下旬に常人と共に隼人24名・軍士4000名を率いて豊前国板櫃営（現在の福岡県北九州市小倉北区到津地区）に着陣し、10月に板櫃川で藤原広嗣軍と交戦する。乱鎮圧後の11月に伊勢国鈴鹿郡赤坂頓宮において供奉者への叙位がなされて従五位上に、天平13年（741年）には乱での戦功により、正五位下に昇叙される。同年8月に播磨守として地方官に転じる。天平15年（743年）にも正五位上に叙せられ、のち左中弁を務めるなど、聖武朝後半は順調に昇進した。
孝謙朝に入り、天平勝宝元年（749年）紫微中台が設置されると紫微大忠を兼ね、天平勝宝3年（751年）には従四位下に至る。天平勝宝4年（752年）3月17日卒去。最終官位は中務大輔従四位下。
万葉歌人であり、『万葉集』には虫麻呂の詠んだ「しつたまき 数にもあらぬ 我が身もち 如何でここだく 我が恋ひ渡る」という和歌ほか5首が採録されている。

## 官歴
- 時期不詳：正七位上
- 天平9年（737年） 9月28日：外従五位下。12月23日：皇后宮亮（または中宮少進）。12月27日：従五位下
- 天平10年（738年） 閏7月7日：中務少輔
- 時期不詳：式部少輔
- 天平12年（740年） 11月21日：従五位上
- 天平13年（741年） 閏3月5日：正五位下。8月9日：播磨守
- 天平15年（743年） 5月5日：正五位上
- 天平20年（748年） 10月27日：見左中弁[6]
- 天平勝宝元年（749年） 8月10日：兼紫微大忠
- 天平勝宝3年（751年） 正月25日：従四位下
- 時期不詳：中務大輔
- 天平勝宝4年（752年）3月17日：卒去（中務大輔従四位下）